# St. Aegidii (Quedlinburg)

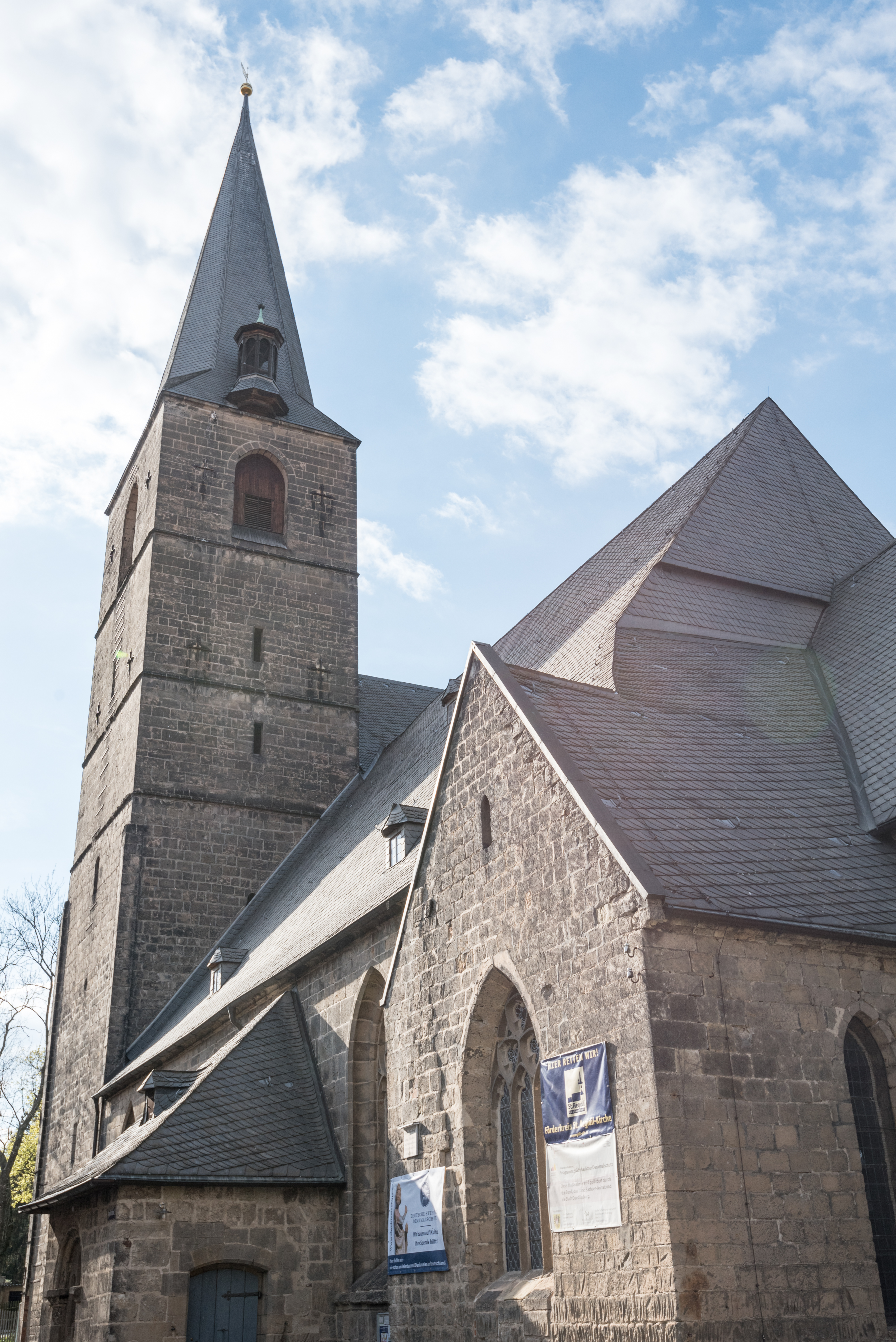
St. Aegidii aus südöstlicher Richtung betrachtet

St. Aegidii ist eine spätgotische Kirche in Quedlinburg. In ihrer jetzigen Gestalt ist sie eine dreischiffige Hallenkirche mit südlichem Querhaus, Rechteckchor und Westturm.

## Geschichte und Architektur
Die Kirche wurde erstmals 1179 erwähnt und ist der Überlieferung nach die älteste Stadtkirche Quedlinburgs. Die ältesten Teile stammen aus romanischer und frühgotischer Zeit. Von ihren Doppeltürmen ist der nördliche 1643 durch Blitzschlag zerstört und nicht wieder aufgebaut worden.
Der Südturm ist 57 m hoch. Alle Dächer wurden 1991/1992 neu gedeckt. Zeitgleich wurden Turmknopf und Wetterfahne neu vergoldet.
Die Kirche gehört zur Evangelischen Kirchengemeinde Quedlinburg und wird aktuell für einzelne Veranstaltungen genutzt. Ein am 23. April 2010 gegründeter Förderkreis widmet sich seit Frühjahr 2010 der weiteren Wiederbelebung der Kirche und einem Nutzungskonzept. Eine Besichtigung ist von März bis Oktober jeweils sonnabends in der Zeit von 15 bis 18 Uhr sowie zum Tag des offenen Denkmals am zweiten Sonntag im September möglich.

## Ausstattung
Der Innenraum wird von einer Holztonne überwölbt.
Der gotische Flügelaltar stammt aus der ersten Hälfte des 15. Jahrhunderts und stellt eine Marienkrönung dar. Er wurde um 1700 von St. Benedikti hierher überführt. Im Fenster hinter dem Altar befindet sich die älteste Glasmalerei der Stadt aus gleicher Zeit, sie zeigt den gekreuzigten Heiland und darunter Maria und Magdalena. Die Inneneinrichtung (Einbau Mitte des 17. Jahrhunderts) ist barock geprägt, mit außergewöhnlichem Kastengestühl.

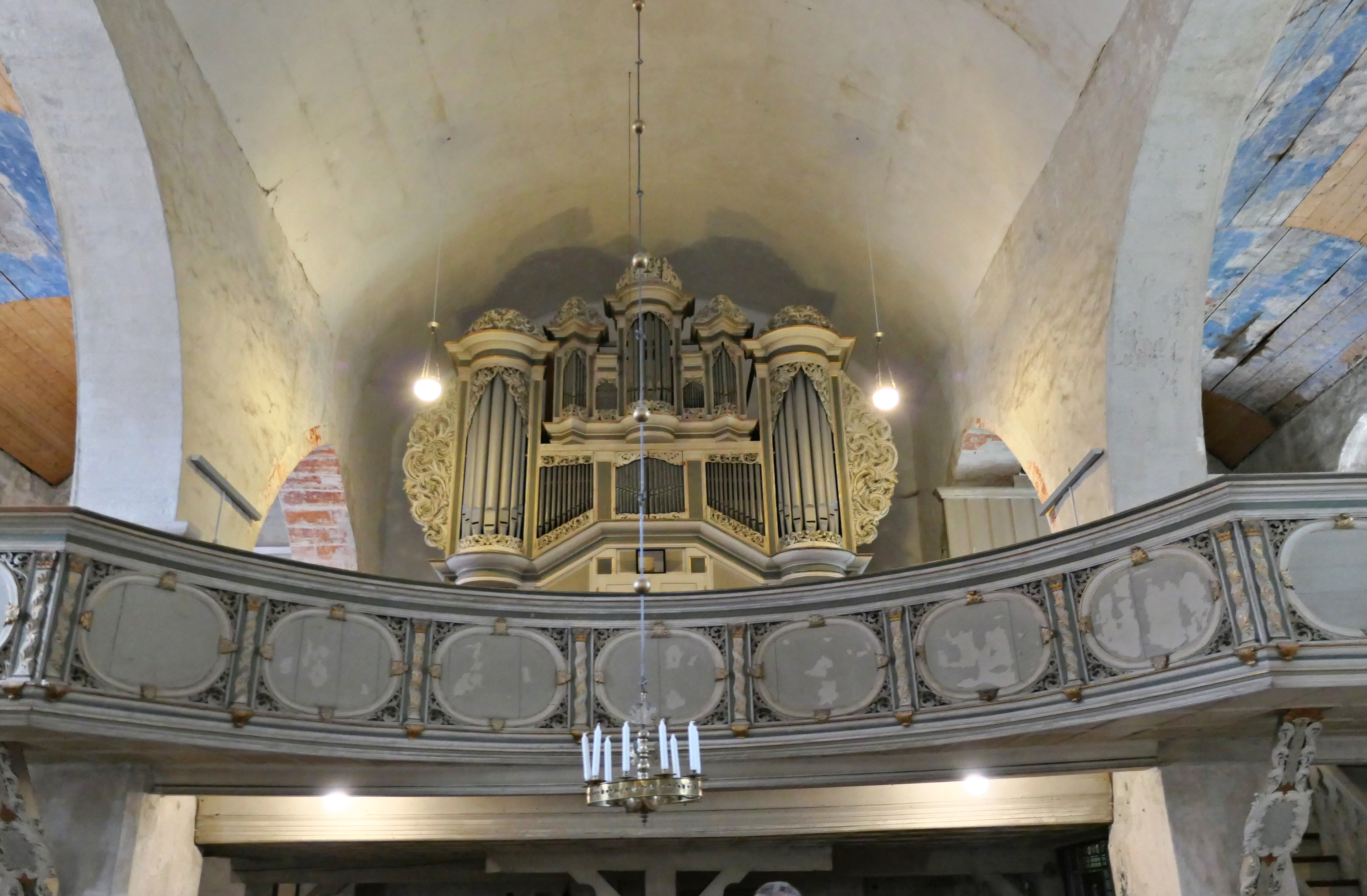
Blick auf die Orgelempore

Eine Orgel wurde vom Orgelbauer Georg Nothnagel 1651 erbaut. Der heutige Prospekt geht auf den Anfang des 18. Jahrhunderts zurück und wurde möglicherweise von Caspar Sperling geschaffen. Im Laufe der Zeit wurde das Instrument mehrfach umgebaut und erweitert. Im Jahr 2013 folgte eine umfassende Reparatur.
| I Hauptwerk C–f3 |               |        |
| 01.              | Gedacktpommer | 16′    |
| 02.              | Prinzipal     | 08′    |
| 03.              | Rohrflöte     | 08′    |
| 04.              | Oktave        | 04′    |
| 05.              | Gemshorn      | 04′    |
| 06.              | Nasat 0       | 02 ⁄3′ |
| 07.              | Oktave        | 02′    |
| 08.              | Mixtur IV     | 01 ⁄3′ |

| II Oberwerk C–f3 |                 |       |
| 09.              | Gedackt         | 8′    |
| 10.              | Quintatön       | 8′    |
| 11.              | Prinzipal       | 4′    |
| 12.              | Waldflöte       | 2′    |
| 13.              | Sesquialtera II | 2 ⁄3′ |
| 14.              | Zymbel III      | 1′    |

| Pedal C–d1 |               |     |
| 19.        | Subbass       | 16′ |
| 20.        | Violon        | 16′ |
| 21.        | Prinzipalbass | 08′ |
| 22.        | Choralbass    | 04′ |

- Koppeln: II/I, I/P, II/P.

Im Turm befindet sich zusammen mit einer kleinen Kirchenglocke aus dem 15. Jahrhundert (52 Zentimeter Durchmesser) die zweitgrößte Glocke der Stadt mit einem Durchmesser von 1,70 Metern. Die 1766 von Johann Georg Ulrich gegossene Glocke ist die tontiefste der Stadt. Eine große Steinzange (Steinwolf) aus der Bauzeit der Kirche ist in der Läutekammer zu besichtigen. Reste der ehemaligen Turmuhr sind noch vorhanden. In der sogenannten Saigerlaterne befindet sich das Schlagwerk der Turmuhr. Die jetzige Uhr wurde im Juli 2022 angebaut und in Betrieb genommen.

## Friedhof und Pfarrhof
Der Friedhof grenzt nördlich an den Sakralbau an. Er wurde jedoch in der Mitte des 19. Jahrhunderts geschlossen und wird nur noch als Friedhofspark genutzt. Als Ersatz entstand der Ägidiifriedhof nördlich der Altstadt. Es finden sich jedoch noch Reste von Grabeinfassungen und Grabsteinen, unter anderem eine 2 m hohe gusseiserne Urne, ein Kunstguss der Mägdesprunger Hütte sowie gusseiserne Kreuze aus dem 19. Jahrhundert.
Östlich der Kirche liegt der ebenfalls im Quedlinburger Denkmalverzeichnis eingetragene Pfarrhof der Kirche.